# Juan López de Padilla

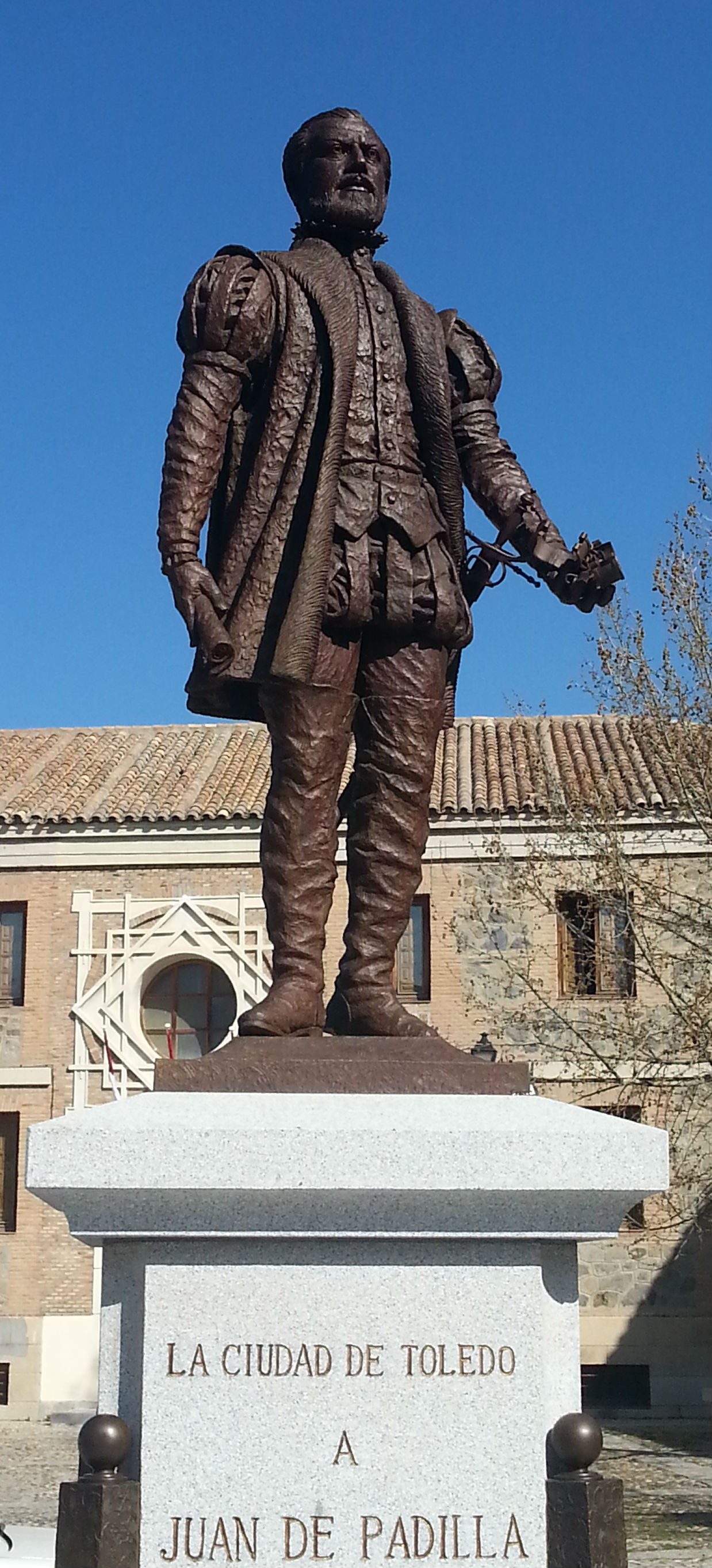
Bronzová socha Juana de Padilly v Toledu, dílo sochaře Julia Martína de Vidalese

Juan López de Padilla (10. listopadu 1490 Toledo – 24. dubna 1521 Villalar) byl vůdce povstání komunérů, během něhož se lid Kastilie postavil proti politikám císaře Svaté říše římské Karla V. a jeho vlámských ministrů.

## Život
Padilla se narodil v Toledu ve Španělsku jako nejstarší syn kastilského komtura. V roce 1520, poté co kastilští poslanci marně požadovali návrat Karla V. do Kastilie, respektování práv kortesů a správu ekonomiky Španěly, byla vytvořena „svatá junta“, v jejímž čele stanul Padilla. Zpočátku se junta pokusila vytvořit národní vládu jménem Jany Kastilské, ale ztratila podporu šlechty, když zrušila její privilegia a prosazovala demokracii. Ačkoliv šlechtické vojsko následně dobylo Tordesillas, Padilla vedl dobytí Torrelobatónu a dalších měst. Jakákoli získaná výhoda však byla zmařena juntou, která se rozhodla pro příměří. Když boje znovu vypukly, armáda junty byla 23. dubna 1521 drtivě poražena u Villalaru a Padilla byl zajat. Následujícího dne byl veřejně popraven stětím.
Po dobu dalších šesti měsíců Padillova manželka, Doña María Pacheco, bránila Toledo proti královským vojskům, nakonec však uprchla do Portugalska.

## Eponyma
- Střední škola Juana de Padilly v Illescasu v Toledu[2]
- Ulice Juana de Padilly v Arandě de Duero v Burgosu
- Ulice Juana de Padilly v Burgosu
- Ulice Juana de Padilly v Málaze
- Ulice Juana de Padilly v Seville
- Ulice Juana de Padilly v Torrejónu de la Calzada v Madridu